# 和歌山県道7号粉河加太線
和歌山県道7号粉河加太線（わかやまけんどう7ごう こかわかだせん）は、和歌山県紀の川市から同県和歌山市に至る主要地方道（和歌山県道）である。

## 概要
紀ノ川北岸の和歌山平野を横断する主要な道路であり、非常に交通量が多い。
紀の川市粉河から0.5 km程北へ向かったあと西へ向かっている。紀ノ川の北側流域を通る幹線道路としての役割を持ち、相当数の交通量がある。ごく一部を除いては片側1車線の対面通行であり歩道も整備されていない場所も多く、特に岩出市から和歌山市にかけては随所でしばしば渋滞が発生する。和歌山市のJR阪和線紀伊駅付近は道幅が特に狭く中央線がない。直川地区では、路側帯や自転車歩行者道が狭かったが、改良された。
和歌山市向付近までは紀ノ川北岸から1km程離れた地域を通る。そこから県道15号との重複区間を南に進み、和歌山市梶取付近から再び西へ向かい南海電気鉄道加太線東松江駅付近からは南海加太線の北側を通っている。
平行して和歌山市都市計画道路西脇山口線も設定されて、都市計画道路の一部区間（西ノ庄交差点～次郎丸交差点）と終点付近（藤田～里交差点）を除いて重複している。

### 路線データ
- 実延長：44.869km
- 起点 : 紀の川市粉河（粉河交差点＝国道24号・和歌山県道123号荒見粉河線）
- 終点 : 和歌山市加太（大谷橋南詰交差点＝和歌山県道65号岬加太港線）

## 歴史
- 1993年（平成5年）5月11日 - 建設省から県道粉河加太線が粉河加太線として主要地方道に指定される。[1]
- 2018年（平成30年）3月20日 - 都市計画道路西脇山口線の田屋工区約1.6kmが供用。[2]
- 2020年（令和2年）3月28日 - 都市計画道路西脇山口線の川永工区約1.3kmが暫定2車線で供用。[3]
- 2021年（令和3年）1月8日 - 和歌山県告示第27号により、谷交差点～藤田交差点の区間が編入される。[4]
- 2022年（令和4年）3月25日 - 都市計画道路西脇山口線の川永工区が4車線で供用。（西脇山口線全線完成）[5]

## 路線状況
旧道
1. 岩出市山から和歌山市中筋日延に至る狭道。
2. 和歌山市谷から同市北野に至る道。
3. 和歌山市北野から紀伊駅を経て同市直川（北側）に至る道。
4. 和歌山市直川（北側）を走る道。
5. 和歌山市園部（北側）を走る道。
6. 和歌山市大谷から同市向（現・市道大谷向線）を経て同市次郎丸交差点に至る狭道。
7. 和歌山市本脇（北側）を走る道。
8. 和歌山市つつじが丘から坂田バス停を経て同市加太に至る北の道。

新道
1. 岩出市山から和歌山市平岡を経て同市中筋日延に至る道。
2. 和歌山市藤田から同市宇田森に至る道。
3. 和歌山市宇田森から同市田屋を経て同市直川（南側）に至る道。
4. 和歌山市直川（南側）から同市六十谷を経て同市園部（南側）に至る道。
5. 和歌山市園部（南側）から同市次郎丸交差点に至る道。
6. 和歌山市本脇（南側）を走る道。
7. 和歌山市つつじが丘から同市加太至る南の道。

### 通称
- 撫養街道（和歌山市狐島・和歌山市加太 間）

### 重複区間
- 和歌山県道123号荒見粉河線（紀の川市粉河 地内）
- 和歌山県道15号新和歌浦梅原線（和歌山市次郎丸・梶取 間）
- 和歌山県道64号和歌山貝塚線（和歌山市谷 地内）
- 和歌山県道149号紀伊停車場田井ノ瀬線（JR阪和線紀伊駅前・和歌山市府中付近 間）

## 地理

### 通過する自治体
- 和歌山県
  - 紀の川市 - 岩出市 - 和歌山市

### 交差する道路
紀の川市

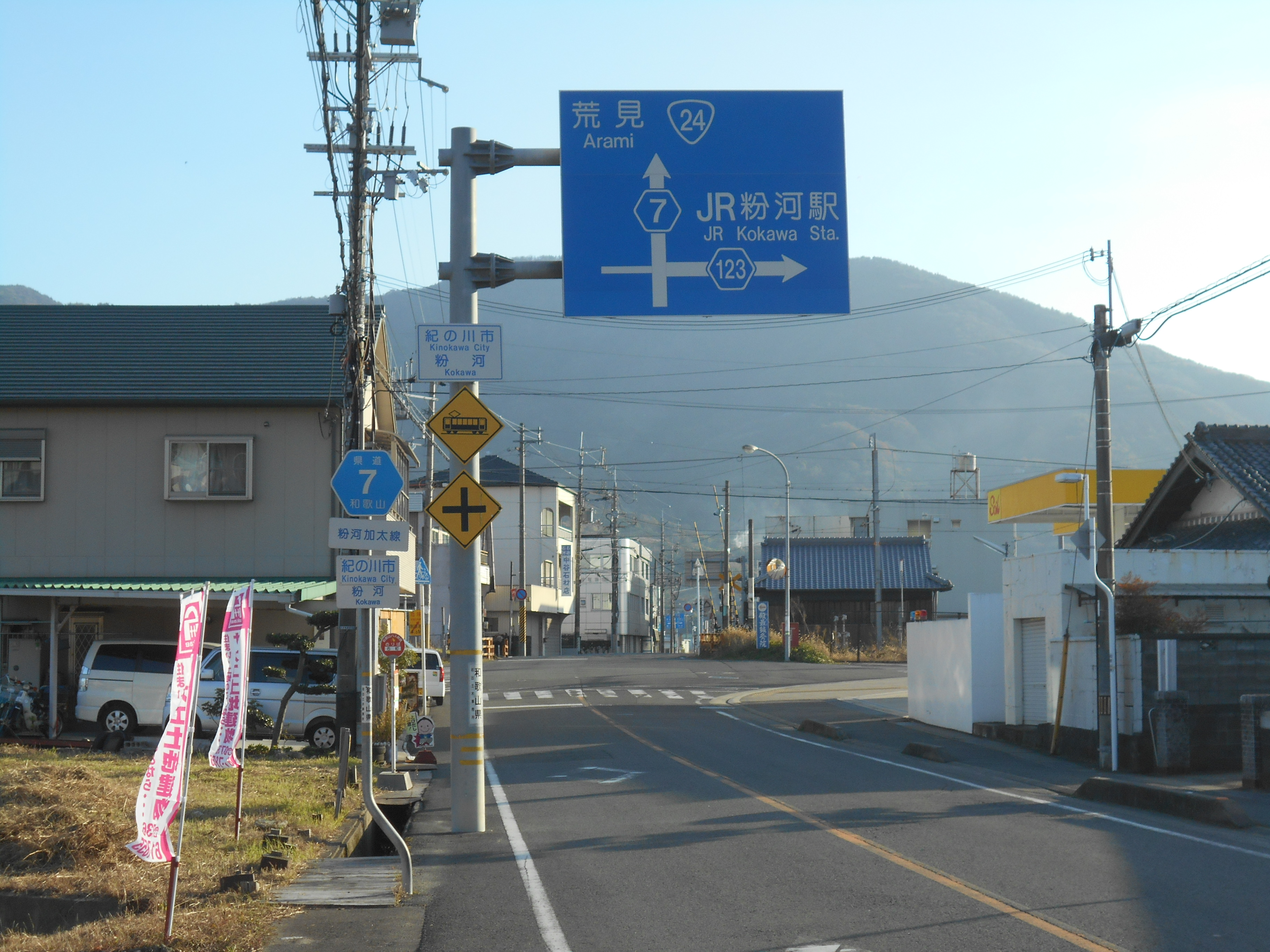
起点付近

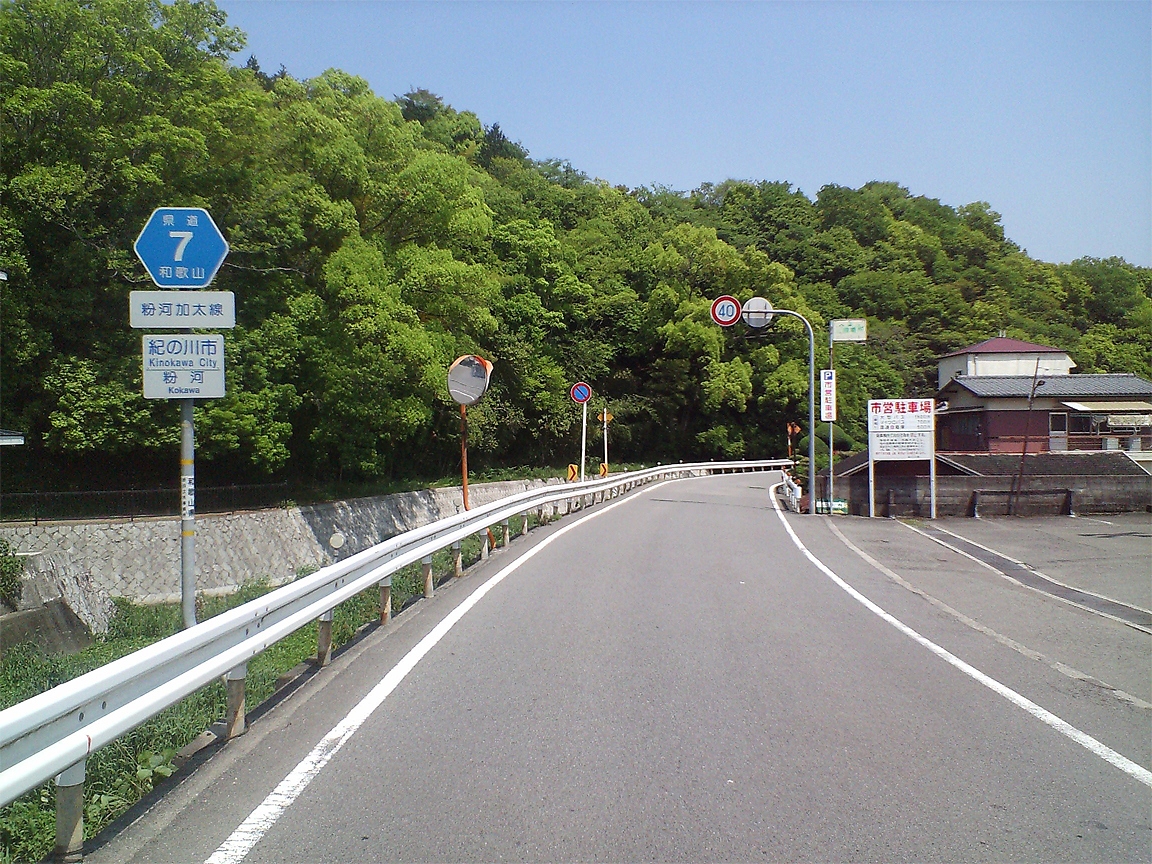
和歌山県道7号粉河加太線
（和歌山県紀の川市内）

- 国道24号・和歌山県道123号荒見粉河線（粉河交差点、起点）
- 和歌山県道123号荒見粉河線（紀の川市粉河）
- 和歌山県道122号西川原粉河線（紀の川市粉河・秋葉公園前交差点）
- 和歌山県道124号粉河寺線（紀の川市粉河）
- 和歌山県道122号西川原粉河線（紀の川市猪垣）
- 和歌山県道62号泉佐野打田線（紀の川市北勢田）
- 和歌山県道119号中三谷下井阪線（紀の川市中三谷・中三谷交差点）

岩出市
- 和歌山県道131号新田広芝岩出停車場線（岩出市北大池）
- 和歌山県道63号泉佐野岩出線（岩出市根来・根来西交差点）

和歌山市
- 和歌山県道64号和歌山貝塚線（和歌山市谷・谷東交差点）
- 和歌山県道64号和歌山貝塚線（和歌山市谷・谷交差点）

　　谷交差点で現道と新道が分かれる
現道
- 和歌山県道149号紀伊停車場田井ノ瀬線（和歌山市弘西・弘西交差点）

新道
- 和歌山県道64号和歌山貝塚線（和歌山市藤田・藤田交差点）
- 和歌山県道149号紀伊停車場田井ノ瀬線 現道（和歌山市弘西）
- 和歌山県道149号紀伊停車場田井ノ瀬線 新道（和歌山市府中・府中交差点）

　　現道と新道が直川付近で合流する。
- 和歌山県道141号有功天王線（和歌山市六十谷・六十谷駅前交差点）
- 和歌山県道141号有功天王線（和歌山市六十谷・六十谷交差点）
- 和歌山県道140号善明寺北島線（和歌山市園部・園部交差点）
- 国道26号第二阪和国道（和歌山市大谷・大谷交差点）
- 和歌山県道150号紀ノ川停車場平井線（和歌山市平井）
- 和歌山県道15号新和歌浦梅原線（和歌山市次郎丸・次郎丸交差点）
- 和歌山県道15号新和歌浦梅原線・和歌山県道152号紀ノ川停車場線（和歌山市狐島・梶取交差点）
- 和歌山県道752号和歌山阪南線（和歌山市狐島・狐島交差点）
- 和歌山県道146号西脇梅原線（和歌山市西庄）
- 和歌山県道65号岬加太港線（和歌山市加太・大谷橋南詰交差点、終点）

### 沿線
- JR和歌山線
  - 粉河駅
- JR阪和線
  - 紀伊駅 - 六十谷駅
- 南海本線・加太線
  - 紀ノ川駅
- 南海加太線
  - 東松江駅 - 中松江駅 - 八幡前駅 - 西ノ庄駅 - 二里ヶ浜駅 - 磯ノ浦駅 - 加太駅
- コスモパーク加太